# 23 Librae
23 Librae (23 Lib) es una estrella en la constelación de Libra de magnitud aparente +6,45. Se encuentra a 84 años luz de distancia del sistema solar. Se conocen dos planetas en órbita alrededor de esta estrella.

## Características
23 Librae está considerada una enana amarilla de tipo espectral G4-G5V, aunque en la base de datos SIMBAD aparece como G6IV-V, lo que señala la posibilidad de que la estrella esté evolucionando hacia la fase de subgigante. Con una edad de 9000 millones de años —casi el doble de la del Sol—, debe estar cerca de clausurar la fusión de hidrógeno en su interior, momento en el cual la estrella comenzará a expandirse.
Su temperatura superficial, 5740 K, es ligeramente inferior a la del Sol y tiene un radio un 25% más grande que el radio solar.
Su masa equivale a 1,05 veces la masa solar, siendo 1,49 veces más luminosa que nuestra estrella; ello concuerda con su avanzada edad, ya que las estrellas similares al Sol aumentan su brillo con el paso del tiempo.

## Composición química
Como la mayor parte de las estrellas que albergan sistemas planetarios, 23 Librae presenta una metalicidad elevada ([Fe/H] = +0,25).
Otros elementos como níquel, silicio y magnesio son igualmente sobreabundantes en relación con nuestra estrella.
Las relaciones C/O y Mg/Si permiten inferir la composición de posibles planetas terrestres. 
En el caso de 23 Librae, a diferencia del Sistema Solar, el carbono se encontraría en forma de grafito y carburos como carburo de titanio y carburo de silicio.

## Sistema planetario
En 1999 se anunció el descubrimiento de un planeta joviano, denominado 23 Librae b, mediante el análisis de velocidades radiales. Su masa es 1,59 veces mayor que la de Júpiter. Se mueve a lo largo de una órbita excéntrica cuya separación con la estrella en el periastro es de 0,62, UA mientras que en el apastro es de 1,00 UA, la misma distancia que separa la Tierra del Sol. Su período orbital es de 258 días.
En 2009 un planeta adicional fue detectado. Su órbita es más externa que la del otro planeta y emplea unos 5000 días en recorrerla.
| Acompañante (En orden desde la estrella) | Masa (MJ)   | Período orbital (días) | Semieje mayor (UA) | Excentricidad |
| ---------------------------------------- | ----------- | ---------------------- | ------------------ | ------------- |
| 23 Librae b                              | 1,59 ± 0,02 | 258 ± 0,07             | 0,81 ± 0,02        | 0,24 ± 0,002  |
| 23 Librae c                              | 0,82 ± 0,03 | 5000 ± 400             | 5,8 ± 0,5          | 0,12 ± 0,02   |